# Армас Ярнефельт
Едвард Армас Ярнефельт (швед. Edvard Armas Järnefelt; 14 серпня 1869, Виборг, Фінляндія — 23 червня 1958, Стокгольм, Швеція) — фінський композитор і диригент.
Син генерала Августа Олександра (Олександра Густавовича) Ярнефельта і його дружини Єлизавети Костянтинівни. Вчився у Ферруччо Бузоні як піаніст та у Мартіна Вегеліуса, як композитор. Стажувався в Берліні у Альберта Беккера (1890—1893) і в Парижі у Жуля Массне (1893—1894). У 1898—1903 рр.. диригент оркестру Виборзького музичного товариства, в 1904—1907 роках оперний диригент Національного театру Фінляндії, одночасно в 1906—1907 роках директор Гельсінського інституту музики. З 1907 р. переважно в Швеції, в 1909 р. отримав шведське громадянство. Був диригентом, а з 1923 р. головним диригентом Стокгольмської опери. У 1932—1936 рр.. директор Фінської опери, в 1942—1943 роках очолював Гельсінський філармонічний оркестр.

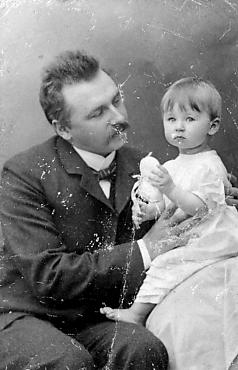
Армас Ярнефельт з донькою Євою

Ярнефельт вважався одним з головних пропагандистів творчості Ріхарда Вагнера в північних країнах. У 1904 р. їм була здійснена перша вагнерівська постановка у Фінляндії (опера «Тангейзер»), надалі він багато ставив Вагнера в Стокгольмі.